# Edosa caradjella
Edosa caradjella är en fjärilsart som beskrevs av Aleksei Konstantinovich Zagulajev 1964. Edosa caradjella ingår i släktet Edosa och familjen äkta malar. Inga underarter finns listade i Catalogue of Life.